# Antoni Pruszyński
Antoni Pruszyński (ur. 1735 zm. 1 marca 1800 w Sarnach) - stolnik wielki koronny Rzeczpospolitej Obojga Narodów.

## Życiorys
Urodził się w rodzinie Wawrzyńca, zwanego "Kindiuszkiem", stolnika starodubskiego i skarbnika kijowskiego i Katarzyny z Humnickich córki Michała cześnika wiskiego.
Odziedziczył Sarny oraz klucze: Bereźnica, Pustomyty, Sienno, Korościatyn, Woronów z Malatynem, Moszczanem, Siedliszczem. Był również właścicielem Kotelni w powiecie żytomierskim województwa kijowskiego.
W 1772 otrzymał urząd wojskiego mniejszego powiatu owruckiego w województwie kijowskim. W styczniu 1777 dostał awans na wojskiego mniejszego województwa kijowskiego, a 5 maja 1784 otrzymał urząd stolnika wielkiego koronnego.
W 1785 został odznaczony Orderem Św. Stanisława oraz w 1789 dostał Order Orła Białego.
Antoni Pruszyński był dużym fundatorem na cele kościelne. W 1781 ufundował kościół parafialny w Kotelni pod wezwaniem św. Antoniego Padewskiego. Nie wykluczone, że finansował odbudowę budynków dla kolegium pijarów w Dąbrowicy na Polesiu. Budowa klasztoru Bernardynów i szkoły w Łucku była przez niego wspierana. Wieś Malatyn podarował klasztorowi Dominikanów w Niewirkowie.
Z pierwszego małżeństwa z Katarzyną z Małachowskich miał syna Jana. Drugą jego żoną była Rozalia Olizar z którą miał czterech synów: Erazma, Alojzego, Władysława i Hipolita oraz dwie córki: Elżbietę i Salomeę.
Zmarł 1 marca 1800 w Sarnach i pochowany został na cmentarzu w Bereźnicy.